# 2012 en Afrique du Sud
Chronologie de l'Afrique du Sud
- 2008
- 2009
- 2010
- 2011
- 2012
- 2013
- 2014
- 2015
- 2016

Cet article présente les faits marquants de l'année 2012 en Afrique du Sud, ou concernant le pays.

## Évènements
- 10 août : les mineurs de Marikana déclenchent une grève sauvage.
- 13 août : des mineurs en grève tuent à coups de machette deux agents de sécurité et deux policiers, puis prélèvent des morceaux de leurs corps pour fabriquer des « muti » qui les rendraient « invincibles face aux balles de la police ».
- 16 août : la police sud-africaine ouvre le feu sur un groupe de mineurs en grève à Marikana, tuant 34 personnes et en blessant environ 78.

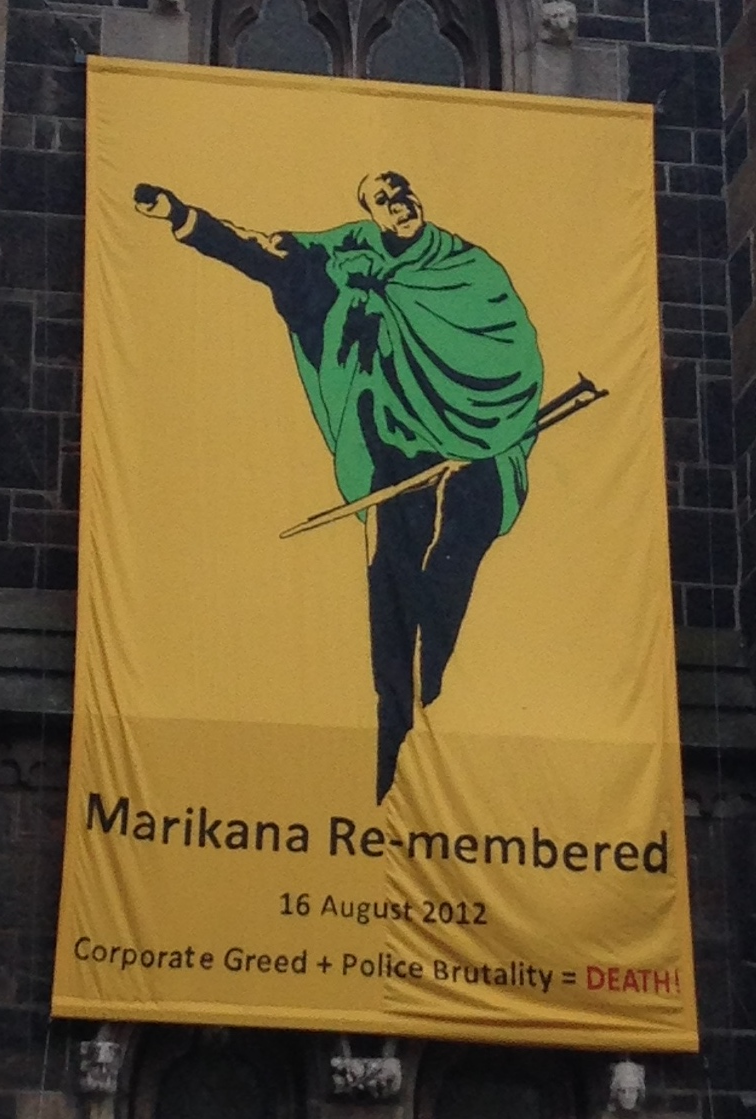
Église sur la Green Market Square au Cap, avec une bannière commémorant le massacre de Marikana.

- 18 septembre : huit citoyens sud-africains sont tués à Kaboul, Afghanistan, lorsqu'une kamikaze se fait exploser[1].
- 1er octobre : le gouvernement sud-africain ouvre une enquête sur la grève des mineurs de Marikana et la fusillade qui a eu lieu en août.
- 18 : un soldat des forces de défense sud-africaines, attaché aux forces de maintien de la paix de l'Union africaine et des Nations Unies au Soudan, est tué et trois autres blessés dans une embuscade au nord du Darfour[2].
- 22 : un fourgon pénitentiaire transportant des dizaines de prisonniers du tribunal de Randburg à la prison centrale de Johannesburg est touché par l'explosion d'une bombe. Au moins trois personnes sont tuées et d'autres blessées ; deux prisonniers s'échappent du fourgon, mais sont de nouveau arrêtés[3].
- 11 novembre : un incendie ravageur détruit 76 maisons à St Francis Bay.
- 9 décembre : élection de Miss Afrique du Sud 2012. C'est la 58e élection de Miss Afrique du Sud. elle s'est déroulée au Superbowl de Rustenburg. La gagnante, Marilyn Ramos, succède à Melinda Bam, Miss Afrique du Sud 2011[4].

## Culture

### Cinéma
- Dredd.
- Drôles d'oiseaux (film, 2012).

## Sport
- Afrique du Sud aux Jeux olympiques d'été de 2012.
- Afrique du Sud aux Jeux paralympiques d'été de 2012.
- Afrique du Sud aux Jeux olympiques de la jeunesse d'hiver de 2012.

### Canoë-kayak
- Championnats d'Afrique de slalom de canoë-kayak 2012.

### Cross-country
- Championnats d'Afrique de cross-country 2012.

### Football
- Championnat d'Afrique du Sud de football 2011-2012.

### Gymnastique
- Championnats d'Afrique de gymnastique aérobic 2012.
- Championnats d'Afrique de gymnastique rythmique 2012.

### Rugby
- Saison 2012 de la Currie Cup Premier Division.
- Saison 2012 de Super Rugby.
- The Rugby Championship 2012.
- Tournoi d'Afrique du Sud de rugby à sept 2012.
- Championnat du monde junior de rugby à XV 2012.

### Trampoline
- Championnats d'Afrique de trampoline 2012